# مارک آلاری
مارک آلاری (انگلیسی: Mark Alarie؛ زادهٔ ۱۱ دسامبر ۱۹۶۳) بازیکن بسکتبال اهل ایالات متحده آمریکا است.
از باشگاه‌هایی که در آن بازی کرده‌است می‌توان به تیم بسکتبال دوک بلو دویلز، واشینگتن ویزاردز، و دنور ناگتس اشاره کرد.